# 磁鋼片
磁鋼片（じこうへん）は、炭素鋼が電流により磁化される性質を利用した、雷電流（衝撃電流）測定器である。
通常、ベークライト製の絶縁筒の中に、炭素鋼の薄板を成層して納め、コンパウンドで封じたものを用いる。極性判別のため、片端にマーキングがなされている。これを十分に交流磁界により減磁し、送電鉄塔の脚などに所定の距離を置き、保持器を用いて取り付ける。送電鉄塔などが雷を受け衝撃電流が流れると、このとき生じる磁界により炭素鋼は磁化される。これを取り外し、ワンセットとなっている検磁針の穴に入れ、炭素鋼に記録された磁気モーメントを測り、磁針の振れから衝撃電流の値を推定する。